# Archibald Yell

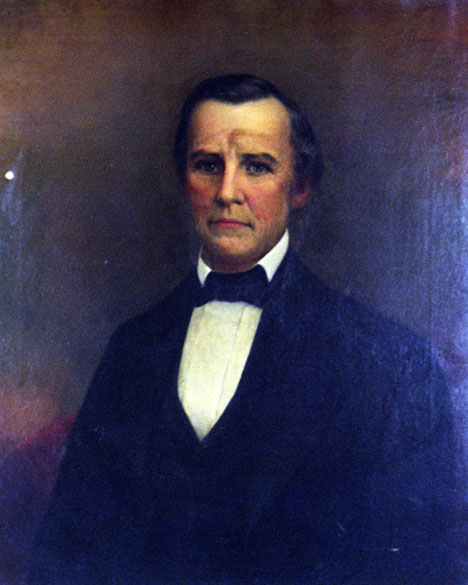
Archibald Yell

Archibald Yell (* 9. August 1797 in North Carolina; † 23. Februar 1847 in Buena Vista, Mexiko) war ein US-amerikanischer Politiker und von 1840 bis 1844 Gouverneur von Arkansas. Außerdem vertrat er seinen Staat als Abgeordneter im Kongress.

## Frühe Jahre
Der genaue Geburtsort von Archibald Yell ist nicht bekannt. Schon in sehr jungen Jahren kam er mit seiner Familie nach Tennessee. Dort ließen sich die Yells im Bedford County nieder. Noch als Jugendlicher nahm er 1813 an einem Feldzug gegen die Creek-Indianer teil. Bei dieser Gelegenheit lernte er den späteren Präsidenten Andrew Jackson kennen, mit dem er sich anfreundete. Yell war auch 1815 an Jacksons Sieg in der Schlacht von New Orleans beteiligt. Nach dem Krieg kehrte er nach Tennessee zurück, wo er Jura studierte und als Anwalt zugelassen wurde. Im Jahr 1818 kämpfte er wieder unter Jackson im Ersten Seminolenkrieg. In den folgenden Jahren war er als Rechtsanwalt in Fayetteville tätig. Yell war damals als gewalttätig bekannt und er war in mehrere Duelle verwickelt.

## Politischer Aufstieg
Yells politischer Aufstieg begann im Jahr 1827 mit seiner Wahl in das Repräsentantenhaus von Tennessee. Dabei genoss er die Unterstützung des späteren Präsidenten James K. Polk. 1831 wurde er Leiter der Landverwaltungsbehörde in Little Rock im Arkansas-Territorium. Nachdem er ein Angebot von Präsident Jackson abgelehnt hatte, das ihn zum Territorialgouverneur von Florida gemacht hätte, nahm er den Posten eines Richters im Arkansas-Territorium an. Dieses Amt übte er bis 1835 aus. Nachdem Arkansas 1836 zu einem offiziellen Bundesstaat der USA geworden war, wurde Yell im ersten Wahlbezirk seines Staates in das US-Repräsentantenhaus gewählt. Dort verblieb er zwischen 1836 und 1839. Im Jahr 1840 wurde Archibald Yell als Kandidat der Demokratischen Partei zum Gouverneur von Arkansas gewählt.

## Gouverneur von Arkansas
Als Gouverneur musste er sich mit den Folgen einer Wirtschaftskrise und einer Bankenkrise auseinandersetzen. Er trieb den weiteren Ausbau der Infrastruktur des Landes voran und verbesserte das Schulsystem. Zu seinen Infrastrukturmaßnahmen gehörte der Ausbau der Straßen und Wasserstraßen des Staates. Er setzte sich auch für den Bau von Eisenbahnverbindungen ein. Im April 1844 trat er von seinem Posten zurück, um wieder einen Sitz im Kongress einzunehmen. Sein Vertreter Samuel Adams musste die restliche Amtszeit bis zum 5. November 1844 beenden.

## Weiterer Lebenslauf
Bis zum 1. Juli 1846 verblieb Yell im US-Repräsentantenhaus. In dieser Zeit hat er für Präsident James K. Polk in Texas Stimmung für den Beitritt des Staates in die Union gemacht. Das führte dann zum Krieg gegen Mexiko. Bei Kriegsausbruch trat Yell von seinem Mandat im Repräsentantenhaus zurück, um in Arkansas eine Truppe aufzustellen. Er wurde Kommandeur dieser Einheit (1st Arkansas Volunteer Cavalry) und führte sie nach Mexiko. Das Regiment hatte einen schlechten Ruf und hielt den Rekord bei Befehlsverweigerungen. Am 23. Februar 1847 war Yell mit seiner Einheit bei der Schlacht von Buena Vista eingesetzt. In dieser Schlacht fand der Ex-Gouverneur den Tod. Er war dreimal verheiratet und hatte insgesamt fünf Kinder.